# Ringside
Ringside é uma banda norte-americana de indie rock/música eletrônica de Hollywood, Califórnia, formada por Scott Thomas e o ator Balthazar Getty. Lançaram apenas um álbum até o momento, Ringside (2005), pelas gravadoras Flawless Records e Geffen Records. O single "Tired of Being Sorry" foi interpretada por Enrique Iglesias no seu álbum Insomniac, e o cover foi lançado como single na Europa. A canção "Struggle" figurou num comercial de Pontiac Torrent, no filme Doom: A Porta do Inferno, e no seriado de televisão Six Feet Under.